# Skistodiaptomus mississippiensis
Skistodiaptomus mississippiensis är en kräftdjursart som först beskrevs av Marsh 1894.  Skistodiaptomus mississippiensis ingår i släktet Skistodiaptomus och familjen Diaptomidae. Inga underarter finns listade i Catalogue of Life.